# ارة

تعديل مصدري - تعديل

اره هي إحدى قرى عزلة جعار بمديرية خنفر التابعة لمحافظة أبين، بلغ تعداد سكانها 92 نسمة حسب تعداد اليمن لعام 2004.